# الكوراي

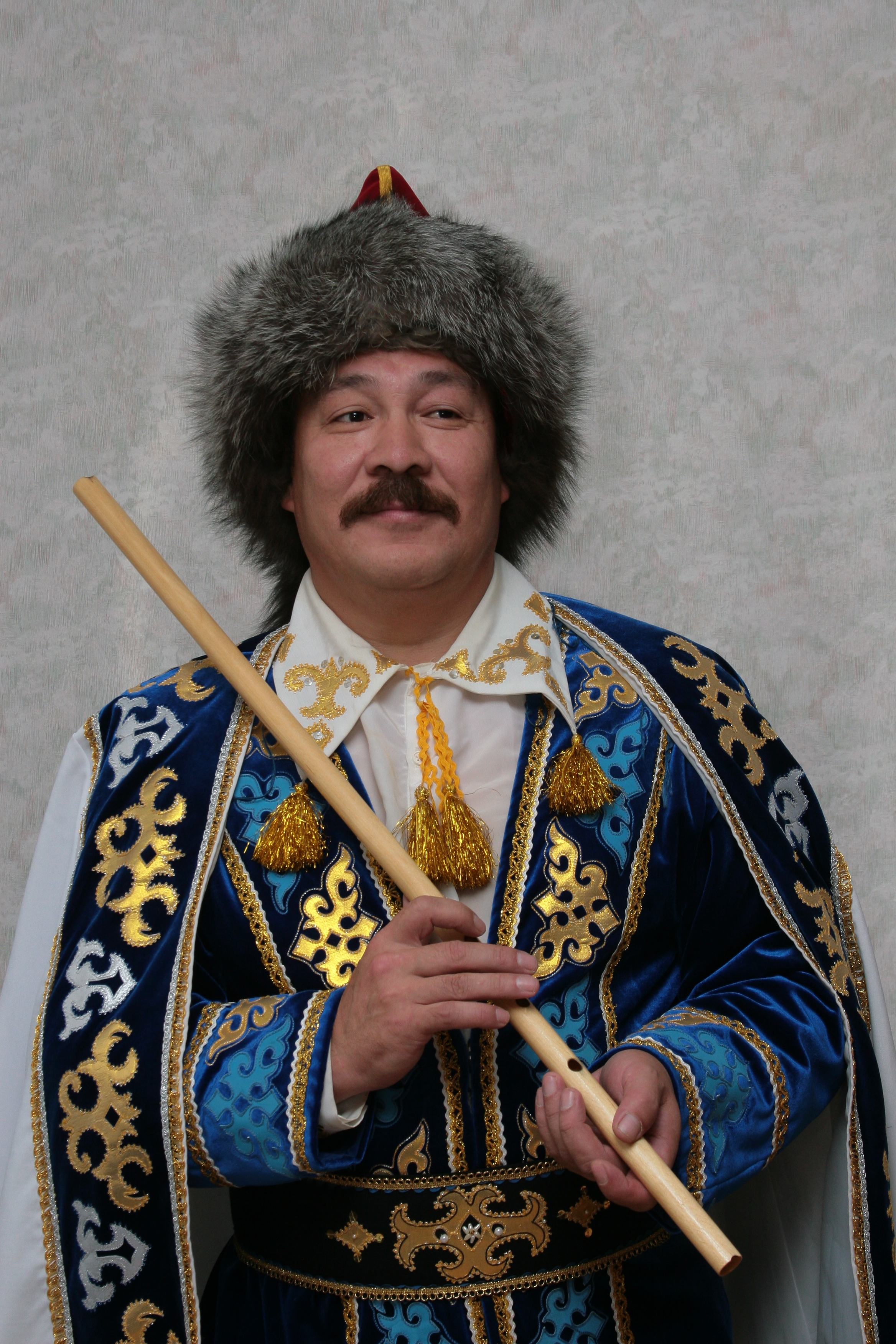
عازف كوراي

كوراي (بالروسية Кура́й ، بالباشكيرية ҡурай، بالتتارية курай) آلة موسيقية نفخية منتشرة بشكل أساسي في باشكورستان وتتارستان في روسيا، تختلف بحسب التصميم والمواد المستخدمة في التصنيع وهي تنتمي لمجموعة الفلوت الفرعية، يتراوح طولها حسب التصميم من 120-180ملم إلى 450-1000ملم كما ويختلف الصوت باختلاف التصميم.
في باشكورستان تُعتبر الكوراي الآلة الموسيقية الأكثر انتشاراً وفي 1 مارس 2018 تم تسجيل مدينة أوفا ومدينة كوميرتاو في باشكورستان كمكان لمنشأ آلة الكوراي بينما في تتارستان يتم استخدامها بجانب آلات موسيقية أخرى.

## أصل الكلمة

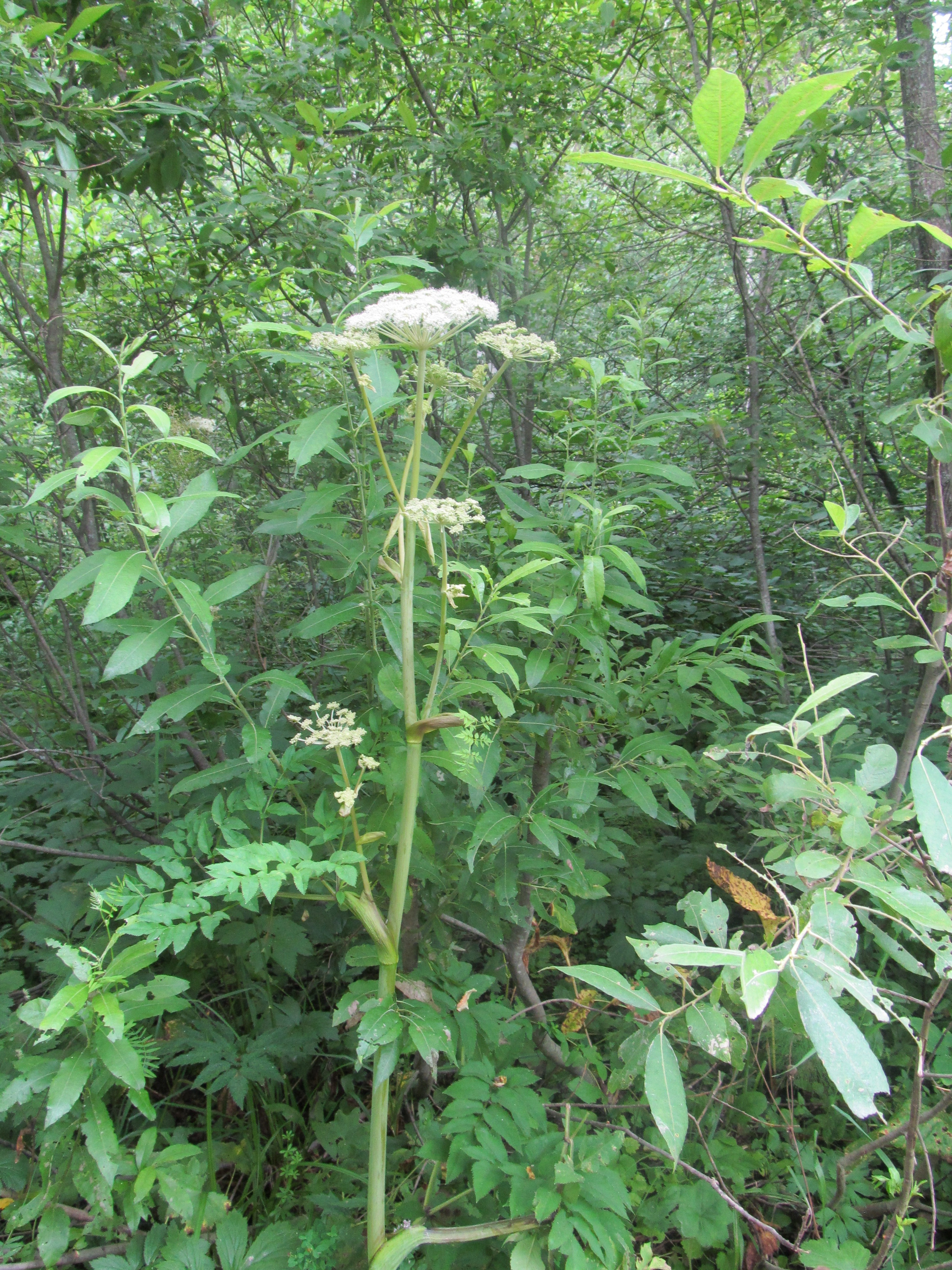
النبات الذي صنعت منه آلة الكوراي

لا يوجد تأكيد بما يخص منشأ هذه الكلمة فربّما ما تكون من أصل ايراني وتطورت مع عمليات التتريك أو ربّما تكون ذات منشأ تركي قديم، توجد اقتراحات بأن أصل الكلمة مأخوذ من نبات كورا kura وهو نبات ذات ضلال وارفة والجزء الثاني مأخوذ من كلمة ناي (فلوت)، وفقاً لإحدى التفسيرات تأتي كلمة كوراي من التركية القديمة qağuray وجذر الكلمة qaq وتعني «جاف»، في لغة ألتاي تعني الكلمة «القصب الجاف» وفي اللغة المنغولية تعني «جاف» وتعني في اللغة المنغولية القديمة«الساق الجافة» وفي لغة التتار السبيرية ولغة ماري تعني «الجفاف» وتعني كلمة كورو في اللغة العنغارية «الجذع الجاف».
في الثقافة الموسيقية العالمية كان اسم الآلات الموسيقية النفخية بشكل عام مأخوذ من المادة التي تصنع منها حيث يحتوي دليل الفلوت السومري على اسم القصب وتشير أسماء المزامير الطولية في الباشكيرية والأبخازية - kurai و acharpan - إلى النباتات التي صنعت منها هذه الأدوات.

## التاريخ
تُعتبر آلة االفلوت شائعة منذ القدم حيث أكدت الأحفوريات والمصادر المكتوبة على وجود هذا النوع من الآلات الموسيقية وغيرها من الآلات النفخية كالمزامير، وينطبق هذا أيضا على مناطق فولعا-أورال حيث تم اكتشاف آلات موسيقية تعود إلى الألف الثاني قبل الميلاد فمثلا تم اكتشاف فلوت طولي مفتوح بدون ثقوب أثناء عمليات التنقيب في مجمع تاكتالاتشوك الأثري في تتارستان وفي مقابر كورغانkurgan في باشكورستان تم اكتشاف فلوت مستطيلي الشكل وفناة لاستخراج الصوت تحتوي على إحدى عشر حفرة يعود إلى القرنين الرابع والثاني قبل الميلاد
نظراً لطبيعة المادة فإن الاكتشافات الأثرية للآلات النفخية نادرة لذلك يا يمكن تحديد منشأ آلة الكوراي بداقة ويُعتقد أن منشأ هذه الآلة ربّما يكون ايراني أو تركي أو جنوب سيبيري-ألتاي حيث تربط نظرية جنوب سيبيريا-ألتاي أصل الكوراي بثقافة الرعاة الرحل القدامى في جنوب سيبيريا وألتاي، الذين انتقلوا إلى الغرب أثناء الهجرات وهناك نظريات تتحدث عن التأثير الثقافي للشعوب التركية في آسيا الوسطى، الذين لديهم آلات نفخية.
بشكل عام بحلول القرن العاشر تم تقديم مجموعة متنوعة من أنواع الآلات النفخية على أراضي منطقة فولغا-الأورال ويتم تحسين التصميم بشكل مستمر أضافة لاستخدام الآلات الموسيقية المماثلة في الفولغا-بلغاريا.
ظهرت الإشارات المكتوبة الأولى للكوراي في القرنين الثالث عشر والرابع عشر.
انعكس أصل واستخدام الكوراي في الفولكلور المسجل في القرن التاسع عشر-أوائل القرن العشرين ة ظهر في الملاحم التاريخية الباشكيرية مثل "Akbuzat" و "Kara-yurga" و «Zayatulyak و Khyukhylu» والعديد من الأساطير والحكايات الشعبية الباشكيرية أما في أسطورة «كوراي» فقد ذهب الشاب ليتبع اللحن الذي سمعه ورأى كيف يصدر النبات صوتًا جميلاُ من الهواء فقطع الشاب قصبة ووضعها على شفتيه وبدأ باللعب.

## الدراسات الموسيقية والاثنوغرافية

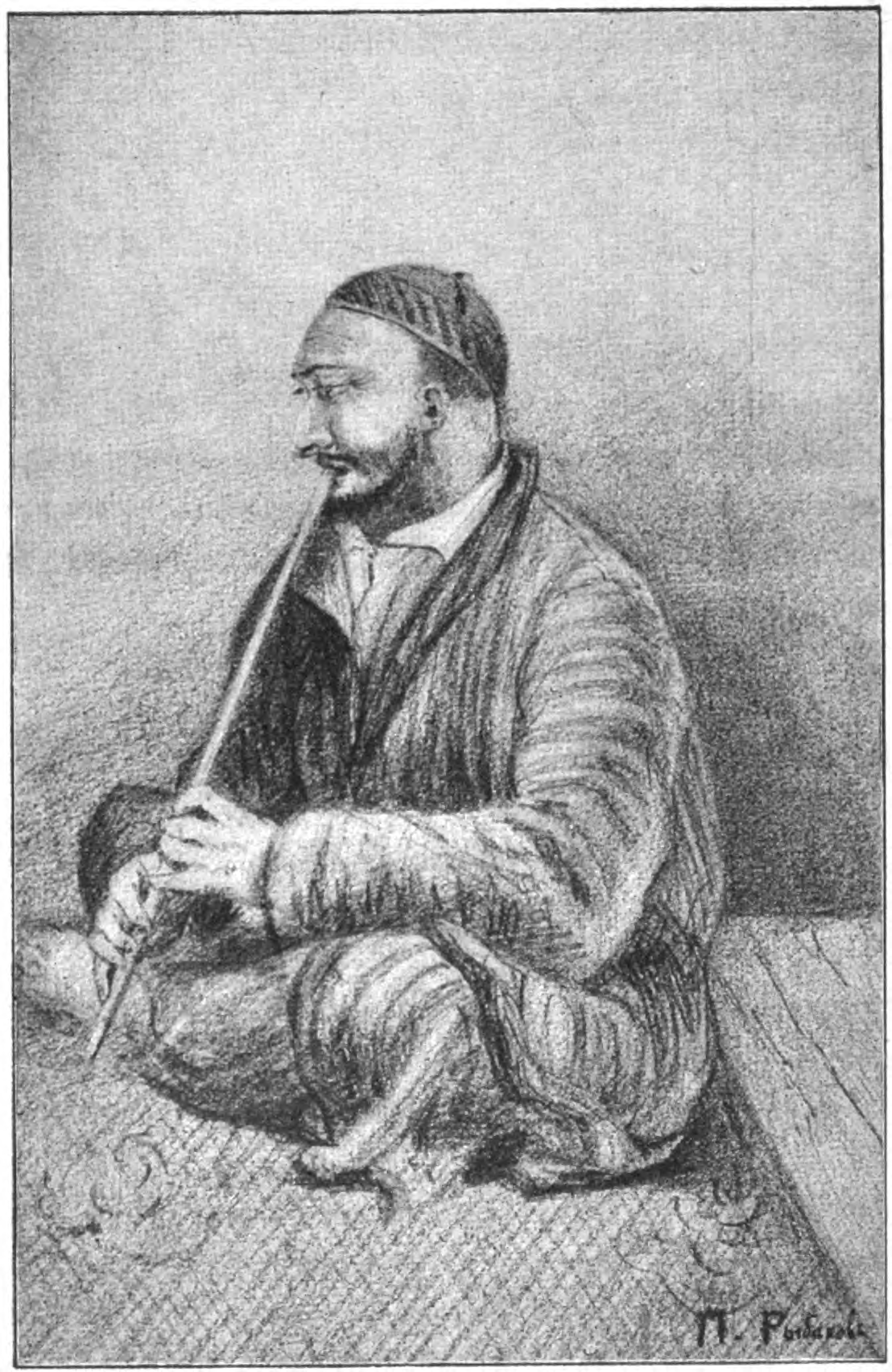
كوريسي عازف بشكيري على الكوراي. رسم توضيحي من كتاب "موسيقى وأغاني مسلمي الأورال مع مخطط لأسلوب حياتهم" (1897)

ذُكرت أولى الأعمال التاريخية والاثنوغرافية التي تتحدث عن آلة الكواري في كتاب السفر في مقاطعات مختلفة من روسيا الاتحادية حيث يروي الكاتب هذا الآلة المنتشرة بين البشكير والتتار في النتائج الأكاديمية للكتاب.
كتب آخرون من البعثات الأكاديمية عن آلة الكوراي:
```
أغاني الباشكير سلسة، حزينة، تعتمد على الألحان بشكل عام وأكثر تنوعًا من تتار قازان لديهم الآلات الموسيقية من أنوع الفلوت (معدن. دائرة مع لسان، يتم إدخالها في الفم).
[
11
]
```

في نهاية القرن التاسع عشر ازداد الاهتمام بالفن الموسيقي لمختلف الشعوب التي تسكن الإمبراطورية الروسية بما في ذلك شعوب منطقة الفولغا-الأورال.
كان عمل سيرغي غافاريفتش رايباكوف معلمًا هامًا في دراسة الكوراي حيث أجرى بحثًا على طول طريق بيلبي-أوفا-زالتوستBelebey-Ufa-Zlatoust ومنطقة فيرخنولنسك في مقاطعة اورنبورغ وكتبمقال بعنوان «الكوراي آلة موسيقية بشكيرية» نُشر عام 1896 في "Russian Musical Gazette"، كما نشر عمل أكثر ضخامة بعنوان «موسيقى وأغاني لمسلمي الأورال مع الخطوط العريضة لطريقة حياتهم» تم نشره عام 1897، حيث قدم السكان له أول وصف مفصل لهذه الآلة الموسيقية.
في نفس الوقت لم يكن يبدي الباحثون اهتماماً بموسيقى التتار ومن الواضح أن هذا يرجع إلى حقيقة أن الفن التقليدي القديم التتار في نهاية القرن التاسع عشر كان في حالة تدهور بسبب تدمير تقاليد المجتمع الريفي والانتقال إلى الثقافة الأوروبية، لذلك تم الحفاظ على تقاليد الآلات في المناطق الريفية عند التتار، وتطلب الأمر جهودًا معينة من الباحثين لدراستها..
منذ بداية الثلاثينيات من القرن العشرين، تم تكثيف العمل على جمع ودراسة الفولكلور الموسيقي الشعبي وتم تكثيف عمل حملات الفولكلور.
في عام 1931، خلال رحلة الفلكلور الاستكشافية لـ سلطان حسينوفتش غباشي، تم جمع معلومات عن آلات الكوراي التتارية وفي التقرير الخاص بالرحلة الاستكشافية تم تقديم أوصاف لثلاثة أنواع من الكوراي وتم جمع معلومات حول تقاليد العزف على الآلة إضافة لتقديم النوتات الموسيقية والمراجع لعازفي الكواري في المناطق الجنوبية الشرقية من تتارستان.
تم احراز تقدم كبير في دراسة الموسيقى الشعبية لدى الباشكير وقد كانت آلة الكوراي ضمن هذه الدراسات التي أُجريت على الفلكلور في جمهورية الباشكير الاشتراكية السوفيتية المتمتعة بالحكم الذاتي والتي تحتوي على معهد الباشكير لأبحاث الثقافة الوطنية وقد كان من بين موظفي المعهد غازي صلاحوفيتش المحمدوف وسلطان حسنوفيتش غباشي.
قدم الباحث في معهد الانثوغرافيا التابع للأكاديمية العليمة للجمهوريات الاشتراكية السوفيتية ليف نيكولوفيتش ليباندسكي مساهمة كبيرة في دراسة فنون العزف على الكوراي وقام بتسجيلات صوتية لآلة الكوراي في جمهورية الباشكير الاشتراكية السوفيتية في عام 1937 وفي عام 1939 أصبح مستشارًا فنيًا في مجلس مفوضي الشعب في جمهورية الباشكير الاشتراكية السوفيتية ا وقاد رحلة استكشافية معقدة لدراسة الحياة والإثنوغرافيا والفولكلور لشعب الباشكير في المناطق الجنوبية الشرقية من الجمهة رية الباشكيرية السوفيتية ولاحقا لخص نتائج البحث في العمل الأساسي «أغاني وأنغام بشكير الشعبية» عام 1962، في هذا العمل، قدم وصفًا للكوراي والإيقاعات الآلية عليها.
بعد انهيار الاتحاد السوفيتي استمرت دراسات العزف على الكوراي في أعمال مؤرخي الفن في باشكورستان. خصوصا الغناء ذو الصوتين المصحوبين بعزف الكوراي للناقد الفني حمزالغفار صابيروفتش اختيساموف)، مشاكل التعرف والدراسة الموسيقى الأكاديمية في باشكورتوستان (الناقد الفني إيفيغينيا رومانوفا سكوركو وقد تم إجراء بحث على الأداء وأنماط عزف الكوراي، والأنواع الموسيقية لألحان الآلات وتحليلها الموسيقي قام به رومان فيودورفيتش زيلينسكي.

## أصناف الكوراي

### الكوراي كلاسيكي
الكوراي الكلاسيكي هو الفلوت الطولي المفتوح. عادة ما يكون الطول حوالي 570-810 مم - بناءً على المقاييس الطبيعية للطول قإنه 8-10 كف أو أكثر يبغ عرض كل كف بمحيط يساوي 4 أصابع. يبلغ قطر الأداة عادة حوالي 20 مم. يحتوي الكوراي على 5 ثقوب بقطر 5-15 ملم اربع منها في الأمام وواحدة في الخلف، الفتحة الأولى في الجانب الأمامي على مسافة 4-5 أصابع من الحافة السفلية بينما توجد الثقوب الثلاثة المتبقية بالتسلسل فوق الأول من خلال 2-2,5 أصبع بينما الثقب الخامس فوق الرابع من الجانب الآخر.
يشير سيرغي غفاريتفيتش ريبكوف إلى ترتيب مختلف قليلاً للثقوب في الكوراي الكلاسيكية وفقًا لوصفه يقع الثقب الأول على مسافة 3 أصابع من الحافة السفلية، والثاني 2.5 إصبع من الأول والثالث بعد الثاني بإصبعين والرابع بعد الثالث بمقدار 1.5 إصبع. يتم قطع الثقب الخامس على الجانب الآخر فوق الرابع.
في بعض الأحيان لأغراض تربوية لا يتم قطع الثقوب على الفور على الأداة، وفي المرحلة الأولى يتقن الطالب إخراج الصوت فقط مع إتقان التعامل مع الأداة، يتم قطع الفتحتين الأولى والثالثة أولاً، ثم الثانية والرابعة، ثم الأخيرة، والخامسة.

### الكوراي الكباشي Kopshe
```
هو الفلوت الطولي المفتوح وعلى عكس الكوراي الكلاسيكي فإنه يحتوي على فتحتين فقط الفتحة الأولى في المقدمة تبعد 6 أصابع من الحافة السفلية. الثانية 5 أصابع من الحافة العلوية.
```

### الكوراي الأجاشي
فلوت طولي مصنوع من فروع البندق والقيقب والويبرنوم، طوله 250-300 ملم وله فتحات من أربعة إلى ستة.

### الكوراي النحاسي
```
مصنوع من أنبوب نحاسي بقطر 20-23 ملم طوله 260-265 ملم يحتوي سبعة ثقوب وفي بعض الأحيان يتم استخدام معادن أخرى بدلاً من النحاس الأصفر،
```

### الكوراي الكازاني
```

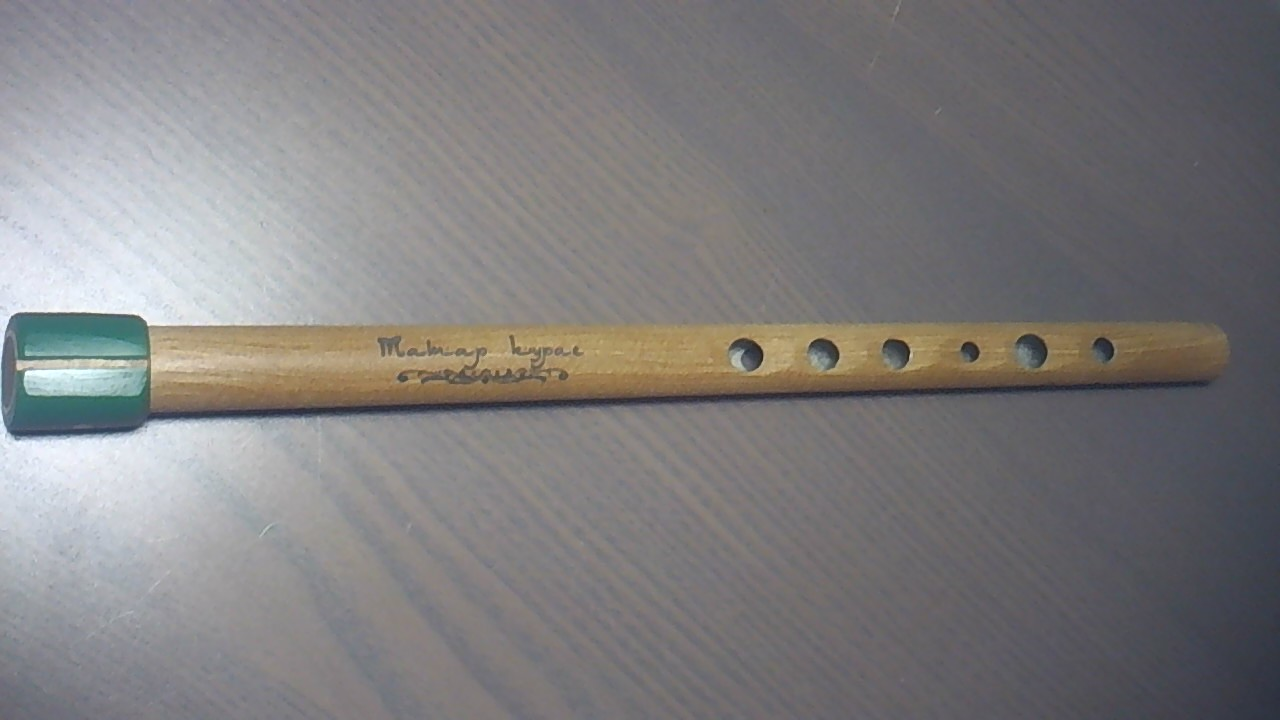
الكوراي الكازاني

مصنوع من أنابيب معدنية مدببة طوله 580-800 مم وقطره في الجزء العلوي من يبلغ 20-30 ملم بينما في القاعدة 10-15 ملم، له عدد فتحات: اثنان، خمسة، ستة، سبعة.
```

### كوراي نوغانسكي
طوله 690-775 ملم له فتحتين، الفتحة الأولى على الوجه هي 5 أصابع من الحافة السفلية. والثانية هي 4 أصابع فوق حافة الحفرة الأولى.

### كوراي من القش
مصنوع من سيقان قش الحبوب المستعملة، المادة تحدد مسبقًا حجم الأداة فإذا كان طول الأداة 120-180 ملم يكون القطر 3-3.5 ملم وإذا كان طول اللسان 20-25 مم وعرضه 2.5-3 مم يتم قطعه على مسافة 8-10 مم، ويتم عمل الكثير من الثقوب للعزف.

### أصناف أخرى
- كيكي كواري
- كاليوكا: وهي مصنوعة من ساق عشب السهوب في مناطق السهوب حيث لا تنمو نباتات الأورال لصناعة الكوراي.

## مقياس علامات الكوراي
يتوافق المقياس غير المكتمل لمقطع النغمات الموسيقية (قليل التوتر) للكوراي مع الشكل السداسي الطبيعي:
| إغلاق الثقب                               | النغمة |
| ----------------------------------------- | ------ |
| جميع الثقوب مفتوحة                        | لا     |
| جميع الثقوب مغلقة                         | دو     |
| فقط الثقبالأول الأولى مفتوح               | ري     |
| فتح الثقب الثاني أو الأول والثاني         | مي     |
| فتح الثقب الثالث أو الأول والثاني والثالث | فا     |
| فتح الثقب الرابع أو الثقوب من 1 إلى 4     | صول    |
| فتح الثقب الخامس أو جميع الثقوب           | لا     |

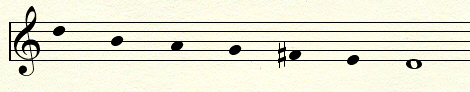
السلم الموسيقي لآلة الكوراي

في أعمال العلماء الموسيقين-الإثنوغرافيين يتم تفسير السداسية الموسيقية لآلة الكوراي على أنها سلسلة من اثنين المقاييس الخماسية بينما يكون نطاق الآلة حوالي ثلاثة أوكتاف.

## المنظمات العامة
في عام 1998، تم تأسيس اتحاد عازفي الكوراي في جمهورية باشكورستان في أوفا وفي عام 2003 توقفت أنشطتها واستؤنفت في عام 2007 حيث تهدف أنشطة الاتحاد إلى إحياء التراث الثقافي والروحي لشعب الباشكير وتطويره ومهارة أداء العزف على الكوراي وغيرها من الآلات الموسيقية التقليدية الباشكيرية، ودعم مختلف الاتجاهات والمدارس لأداء التقاليد، أيضًا منذ عام 1991 في جمهورية باشكورستان توجد جمعية الأطفال الجمهوريين «كوراي». تهدف أنشطتها إلى تعليم تلاميذ المدارس العزف على الكوراي، وتربية الأطفال على تقاليد فن الكوراي، والقيام بالدعاية والعمل على ترميم وتطوير فن الكوراي التقليدي.

## آثار
- عام 1974 تم افتتاح نافورة Spring Song-أعنية الربيع في أوفا حيث يمثل النصب فتى عاريا مع آلة كوراي، مؤلفة النصب هي مارغريتا ألكساندروفنا سولوفيفا-إيفيموفا والمهندسة المعمارية تاتيانا ميلورادوفيتش.[16]
- في عام 2001 أقيم نصب تذكاري للكوراي على جبل توجازمان في منطقة بايماك في جمهورية باشكورستان.

### باللغة الروسية
1. ↑  "КУРАЙ • Большая российская энциклопедия - электронная версия". bigenc.ru. مؤرشف من الأصل في 2020-09-14. اطلع عليه بتاريخ 2020-09-11.
2. ↑  Монгол-рус сүзлеге نسخة محفوظة 7 فبراير 2019 على موقع واي باك مشين.
3. ↑  Рифгать Әхмәтьянов. Татар теленең кыскача тарихи-этимологик сүзлеге. Казан: ТКН, 2001. ISBN 5-298-01004-0
4. ↑  Ильясов Т. Т (2009). "آلة بشكورستان الوطنية الموسيقية الكورية: تاريخ المنشأ БАШКИРСКИЙ НАЦИОНАЛЬНЫЙ МУЗЫКАЛЬНЫЙ ИНСТРУМЕНТ КУРАЙ: К ИСТОРИИ ПРОИСХОЖДЕНИЯ". المكتبة العلمية الإلكترونية. مؤرشف من الأصل في 14 سبتمبر 2020. اطلع عليه بتاريخ 12.09.2020. {{استشهاد بدورية محكمة}}: تحقق من التاريخ في: |تاريخ الوصول= (مساعدة)
5. ↑  Ильясов (2009). "БАШКИРСКИЙ НАЦИОНАЛЬНЫЙ МУЗЫКАЛЬНЫЙ ИНСТРУМЕНТ КУРАЙ: К ИСТОРИИ ПРОИСХОЖДЕНИЯ". КиберЛенинка مكتبة علمية الكترونية: 35-38. مؤرشف من الأصل في 14 سبتمبر 2020. اطلع عليه بتاريخ 13.09.2020. {{استشهاد بدورية محكمة}}: تحقق من التاريخ في: |تاريخ الوصول= (مساعدة)
6. ↑  Тимур Тагирович, Ильясов (2011). КУРАЙ: ТРАДИЦИОННЫЙ МУЗЫКАЛЬНЫЙ ИНСТРУМЕНТ В СИСТЕМЕ КУЛЬТУРЫ БАШКИР [كوراي آلة موسيقية تقليدية في ثقافة الباشكير] (Ph. D. thesis) (بالروسية). электронная библиотека диссертаций. Archived from the original on 2020-09-14.
7. ↑  Геннадий Михайлович, МАКАРОВ (2004). ТРАДИЦИОННЫЕ АЭРОФОНЫ ТАТАР ВОЛГО-КАМЬЯ (ПРОБЛЕМЫ ГЕНЕЗИСА И ИСТОРИЧЕСКОЙ РЕКОНСТРУКЦИИ) [الهوائيات الهوائية التقليدية في فولغا-كامي التتارية (مشاكل التكوين وإعادة البناء التاريخي)] (Ph. D. thesis) (بالروسية). электронная библиотека диссертаций. Archived from the original on 2020-09-14.
8. ↑  بالاس П. С. Паллас (1773). Путешествие по разным провинциям Российской империи السفر في مقاطعات مختلفة من روسيا الاتحادية (بالروسية). سان بطرسبورغ. p. 341-342.
9. ↑  Татары Среднего Поволжья и Приуралья. М.: Наука, 1967, С.450
10. ↑  Халитов Р. Ф. Курай // Татарская энциклопедия. В 6 т. Т.3. К-Л. — Казань, 2006.
11. ↑  تشيرميسانكي В.М. Черемсанкий (1989). Описание Оренбургской губернии в хозяйственно-статистическом, этнографическом и промышленном отношении وصف مقاطعة أورينبورغ من الناحية الاقتصادية والإحصائية والإثنوغرافية والصناعية (بالروسية).
12. ↑  Геннадий Михайлович, Макаров (2004). Традиционные аэрофоны татар Волго-Камья: Проблемы генезиса и исторической реконструкции [الأيروفونات التقليدية لفولجا-كاما تتار: مشاكل التكوين وإعادة البناء التاريخي] (Ph. D. thesis) (بالروسية). электронная библиотека диссертаций. p. 34-36. Archived from the original on 2020-09-14.
13. ↑  Геннадий Михайлович, Макаров (2004). Традиционные аэрофоны татар Волго-Камья: Проблемы генезиса и исторической реконструкции [الأيروفونات التقليدية لفولجا-كاما تتار: مشاكل التكوين وإعادة البناء التاريخي] (Ph. D. thesis) (بالروسية). электронная библиотека диссертаций. p. 97-104. Archived from the original on 2020-09-14.
14. ↑  Ви́ктор Миха́йлович Беля́ев (1990). Ладовые системы в музыке народов СССР (بالروسية). الاتحاد السوفيتي. p. 308.{{استشهاد بكتاب}}:  صيانة الاستشهاد: مكان بدون ناشر (link)
15. ↑  Сергей Гаврилович Рыбаков (1897). Музыка и песни уральских мусульман с очерком их быта (بالروسية). الاتحاد السوفيتي-سان بطرسبورغ. p. 113.{{استشهاد بكتاب}}:  صيانة الاستشهاد: مكان بدون ناشر (link)
16. ↑  "Памятник кураю". foretime.ru. 2013. مؤرشف من الأصل في 14 سبتمبر 2020. اطلع عليه بتاريخ 14.09.2020. {{استشهاد ويب}}: تحقق من التاريخ في: |تاريخ الوصول= (مساعدة)